# Nożyk-Synagoge

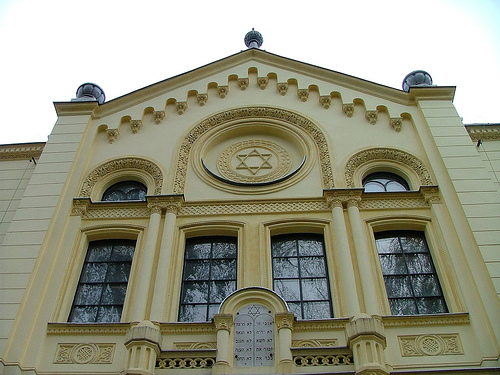
Nożyk-Synagoge

Die Nożyk-Synagoge in Warschau wurde 1902 nach Plänen von Leandro Marconi, einem Sohn von Enrico Marconi, im Stil der Neuromanik mit neobyzantinischen Elementen erbaut. 1941 wurde die Synagoge als Lager verwendet. Während des Warschauer Aufstands im Zweiten Weltkrieg wurde die Synagoge bei Straßenkämpfen und Bombenangriffen erheblich beschädigt, aber die bauliche Konstruktion stürzte nicht ein. Sie ist in Warschau die einzige Synagoge auf der linken Weichselseite, die die Katastrophe des Zweiten Weltkriegs überstanden hat.
Im Juli 1945 fand dort der erste Nachkriegsgottesdienst statt. Im August 1946 besuchte der Oberrabbiner des Mandatsgebiets Palästina, Isaak Herzog, die Synagoge. Von 1977 bis 1983 wurde das Gebäude restauriert.